# Oxyopes gratus
Oxyopes gratus är en spindelart som beskrevs av Ludwig Carl Christian Koch 1878. Oxyopes gratus ingår i släktet Oxyopes och familjen lospindlar. Inga underarter finns listade i Catalogue of Life.